# Qualifications à la Coupe d'Afrique des nations de football 1970
Pour un article plus général, voir Coupe d'Afrique des nations de football 1970.
Cet article présente la phase qualificative à la Coupe d'Afrique des nations 1970.
Six billets sont à distribuer aux vingt-et-un pays participant à ces qualifications. Le Soudan, l'organisateur du tournoi et la République démocratique du Congo, tenant du titre, sont exempts de ces joutes.
Les éliminatoires sont organisées en deux tours qui voient s'affronter des équipes en matchs aller-retour à élimination directe. L'Afrique du Sud est toujours au ban du football international du fait de sa politique d'apartheid.

## Premier tour
| Équipe 1              | Résultat     | Équipe 2     | Aller | Retour |
| --------------------- | ------------ | ------------ | ----- | ------ |
| Algérie               | 2 - 1        | Maroc        | 2 - 0 | 0 - 1  |
| République arabe unie | Q. - forfait | Somalie      | -     | -      |
| Guinée                | 5 - 1        | Togo         | 4 - 0 | 1 - 1  |
| Kenya                 | 1 - 2        | Tanzanie     | 0 - 1 | 1 - 1  |
| Mali                  | Q. - forfait | Haute-Volta  | -     | -      |
| Zambie                | 5 - 4        | Maurice      | 2 - 2 | 3 - 2  |
| Niger                 | Q. - forfait | Nigeria      | -     | -      |
| Sénégal               | Q. - forfait | Sierra Leone | -     | -      |
| Ouganda               | 1 - 3        | Cameroun     | 1 - 1 | 0 - 2  |

- Les sélections d'Éthiopie, du Ghana et de Côte d'Ivoire sont exemptes et rentrent directement au deuxième tour.

## Deuxième tour
| Équipe 1              | Résultat | Équipe 2      | Aller | Retour |
| --------------------- | -------- | ------------- | ----- | ------ |
| République arabe unie | 2 - 1    | Algérie       | 1 - 0 | 1 - 1  |
| Éthiopie              | 9 - 1    | Tanzanie      | 7 - 0 | 2 - 1  |
| Ghana                 | 15 - 1   | Niger         | 6 - 0 | 9 - 1  |
| Mali                  | 0 - 4    | Côte d'Ivoire | 0 - 0 | 0 - 4  |
| Sénégal               | 4 - 5    | Guinée        | 1 - 1 | 3 - 4  |
| Zambie                | 3 - 4    | Cameroun      | 2 - 2 | 1 - 2  |

## Qualifiés
- République démocratique du Congo (champion d'Afrique en titre)
- Soudan (pays organisateur)
- République arabe unie
- Cameroun
- Guinée
- Côte d'Ivoire
- Éthiopie
- Ghana